# Låtnjonjaure
Låtnjonjaure är en sjö i Kiruna kommun i Lappland och ingår i Torneälvens huvudavrinningsområde. Sjön har en area på 0,244 kvadratkilometer och ligger 517,1 meter över havet. Låtnjonjaure ligger i Rautas fjällurskog Natura 2000-område.

## Delavrinningsområde
Låtnjonjaure ingår i det delavrinningsområde (755858-167363) som SMHI kallar för Ovan 755660-167283. Medelhöjden är 544 meter över havet och ytan är 18,52 kvadratkilometer. Det finns inga avrinningsområden uppströms utan avrinningsområdet är högsta punkten. Kajtasijoki som avvattnar avrinningsområdet har biflödesordning 3, vilket innebär att vattnet flödar genom totalt 3 vattendrag innan det når havet efter 427 kilometer. Avrinningsområdet består mestadels av skog (75 procent) och kalfjäll (16 procent). Avrinningsområdet har 1,25 kvadratkilometer vattenytor vilket ger det en sjöprocent på 6,7 procent.